# Lutton (Northamptonshire)
Pour les articles homonymes, voir Lutton.
Lutton est une paroisse civile et un village du Northamptonshire, en Angleterre.